# Арань Янош утца (станция метро)
Арань Янош утца (венг. Arany János utca, Улица Яноша Араня) — станция Будапештского метрополитена на линии M3 (синей). Согласно транскрипции Arany János передается по-русски как «Арань Янош», но по-венгерски читается «Оронь Янош».
Открыта 30 декабря 1981 года в составе участка Деак Ференц тер — Лехель тер.
Станция имеет выход на площадь Подманицки-Фридьеш (Podmaniczky Frigyes tér), примыкающую к улице Байчи-Жилински (Bajcsy-Zsilinszky út). Эта улица, а также её продолжение улица Ваци (Váci út) составляют одну из главных магистралей Будапешта, ведущую в северном направлении по левому берегу Дуная. Линия M3 идёт вдоль неё на участке Деак Ференц тер — Уйпешт-Варошкапу.
Недалеко от выхода со станции находится базилика Святого Иштвана, одна из главных достопримечательностей Будапешта.
Станция глубокого заложения, глубина 24 м. На станции одна островная платформа.
7 марта 2020 года часть линии M3 между станциями «Надьварад тер» и «Ньюгати-пайаудвар» (кроме станций «Деак Ференц тер» и «Кальвин тер») закрыта на реконструкцию.
Вновь открыта в марте 2023 года.